# Граф Иддесли
Граф Иддесли в графстве Девоншир (англ. Earl of Iddesleigh) — наследственный титул в системе Пэрства Соединённого королевства.

## История
Титул графа Иддесли был создан 3 июля 1885 года для консервативного политика, сэра Стаффорда Норткота, 8-го баронета (1818—1887). Он занимал посты министра торговли (1866—1867), министра по делам Индии (1867—1868), канцлера казначейства (1874—1880), первого лорда казначейства (1885—1886) и министра иностранных дел Великобритании (1886—1887). Также он был лидером Палаты общин (1876—1880), лидером консерваторов в Палате общин (1876—1885) и лидером консервативной партии (1881—1885). Вместе с графским титулом в 1885 году он получил титул виконта Сент-Сайреса из Ньютона Сент-Сайреса в графстве Девоншир (Пэрство Соединённого королевства).
Ему наследовал его старший сын, Уолтер Стаффорд Норткот, 2-й граф Иддесли (1845—1927). Он занимал пост председателя Совета по внутренним доходам. После его смерти графский титул перешел к его племяннику, Генри Стаффорду Норткоту, 3-му графу Иддесли (1901—1970). Он был младшим сыном преподобного достопочтенного Джона Стаффорда Норткота, третьего сына 1-го графа Иддесли. Его старший сын, Стаффорд Генри Норткот, 4-й граф Иддесли (1932—2004), занимал должность заместителя лейтенанта Девона.
По состоянию на 2023 год, обладателем графского титула являлся его единственный сын, Джон Стаффорд Норткот, 5-й граф Иддесли (род. 1957), сменивший отца в 2004 году.
Титул баронета Норткота из Хайна в графстве Девоншир (Баронетство Англии) был создан в 1641 году для Джона Норткота (1600—1676). Он представлял в Палате общин Ашбертон (1640—1648), Девон (1654—1659, 1660—1661) и Барнстапл (1667—1676). Его внук, Фрэнсис Норткот, 3-й баронет (1659—1709), скончался бездетным. Его преемником стал его младший брат, Генри Норткот, 4-й баронет (1667—1730). Он был доктором медицины. Его сын, Генри Норткот, 5-й баронет (1710—1743), заседал в Палате общин от Эксетера (1735—1743). Его потомок, вышеупомянутый Стаффорд Норткот, 8-й баронет, в 1885 году был возведен в звание пэра Соединённого королевства.

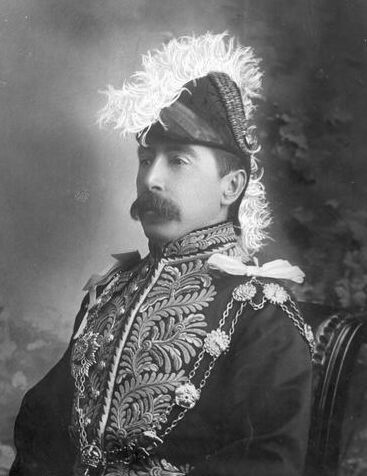
Генри Норткот, 1-й барон Норткот (1846—1911), генерал-губернатор Австралии (1904—1908)

- Достопочтенный Генри Норткот (1846—1911), генерал-губернатор Австралии (1904—1908), второй сын 1-го графа Иддесли. В 1899 году для него был создан титул барона Норткота.
- Сэр Джеффри Норткот (1881—1948), губернатор Золотого берега (1932, 1934), Британской Гвианы (1935—1937) и Гонконга (1937—1941), сын преподобного Артура Фрэнсиса Норткота, четвертого сына 1-го графа Иддесли.

Родовая резиденция — Хайн в окрестностях Эксетера в графстве Девоншир.

## Баронеты Норткот из Хайна (1641)
- 1641—1676: Сэр Джон Норткот, 1-й баронет (ок. 1600 — 24 июня 1676), старший сын Джона Норткота (1570—1632);
- 1676—1688: Сэр Артур Норткот, 2-й баронет (25 марта 1628—1688), старший сын предыдущего;
- 1688—1709: Сэр Фрэнсис Норткот, 3-й баронет (1659—1709), третий сын предыдущего;
- 1709—1730: Сэр Генри Норткот, 4-й баронет (1667 — февраль 1730), младший брат предыдущего;
- 1730—1743: Сэр Генри Норткот, 5-й баронет (1710 — 28 мая 1743), единственный сын предыдущего;
- 1743—1770: Сэр Стаффорд Норткот, 6-й баронет (6 мая 1736 — 11 марта 1770), старший сын предыдущего;
- 1770—1851: Сэр Стаффорд Генри Норткот, 7-й баронет (6 октября 1762 — 17 марта 1851), единственный сын предыдущего;
- 1851—1887: Сэр Стаффорд Генри Норткот, 8-й баронет (27 октября 1818 — 12 января 1887), старший сын Генри Стаффорда Норткота (1792—1850) и внук Стаффорда Генри Норткота, 7-го баронета, граф Иддесли с 1885 года.

## Графы Иддесли (1885)

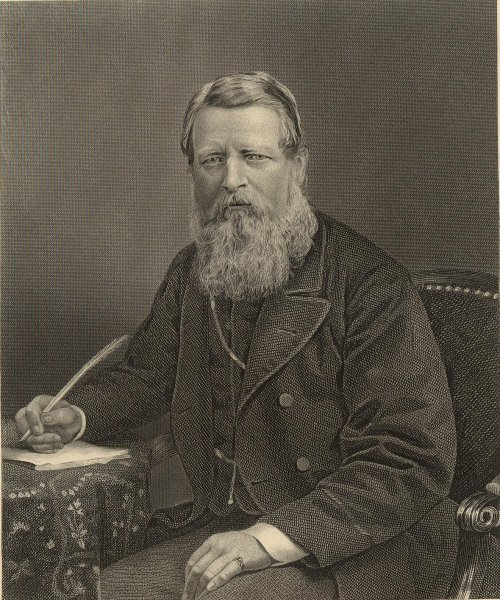
Стаффорд Генри Норткот, 1-й граф Иддесли (1818—1887)

- 1885—1887: Стаффорд Генри Норткот, 1-й граф Иддесли (27 октября 1818 — 12 января 1887), старший сын Генри Стаффорда Норткота (1792—1850) и внук Стаффорда Генри Норткота, 7-го баронета;
- 1887—1927: Уолтер Стаффорд Норткот, 2-й граф Иддесли (7 августа 1845 — 26 мая 1927), старший сын предыдущего;
  - Стаффорд Гарри Норткот, виконт Сент-Сайрес (29 августа 1869 — 2 февраля 1926), единственный сын предыдущего;
- 1927—1970: Генри Стаффорд Норткот, 3-й граф Иддесли (19 ноября 1901 — 16 февраля 1970), младший сын преподобного Джона Стаффорда Норткота (1850—1920), внук 1-го графа Иддесли;
- 1970—2004: Стаффорд Генри Норткот, 4-й граф Иддесли (14 июля 1932 — 8 июля 2004), старший сын предыдущего;
- 2004 — настоящее время: Джон Стаффорд Норткот, 5-й граф Иддесли (род. 15 февраля 1957), единственный сын предыдущего;
  - Наследник: Томас Стаффорд Норткот, виконт Сент-Сайрес (род. 5 августа 1985), единственный сын предыдущего.